# Polskie Towarzystwo Juliusza Verne’a
Polskie Towarzystwo Juliusza Verne’a (PTJV) – społeczna organizacja założona w 2000 r. dla popularyzowania dorobku dziewiętnastowiecznego pisarza, dramaturga i poety Juliusza Verne’a. Siedzibą stowarzyszenia jest Warszawa. Obecnie PTJV zrzesza ponad stu pięćdziesięciu członków mieszkających w Polsce oraz w Europie i Australii.
Organem PTJV jest biuletyn „Nautilus” (ISSN 1642-1833). Towarzystwo wydaje „Prace Verneologiczne” (ISSN 1642-1841) oraz aktualizuje elektroniczną bibliografię polskich wydań utworów Juliusza Verne’a. Za cel stawia sobie przekład na język polski i publikację wszystkich utworów Verne’a, w tym mniej znanych oraz wcześniej niedrukowanych. Pod patronatem PTJV ukazuje się bibliofilska, niskonakładowa seria „Biblioteka Andrzeja”, w której do grudnia 2020 r. wydrukowano 84 tomy (w nowych tłumaczeniach, z kompletem XIX-wiecznych ilustracji i wnikliwymi przypisami). Na przełomie 2009 i 2010 r. przy współpracy PTJV ukazała się w Wydawnictwie Zielona Sowa seria „Podróże z Verne’em”, składająca się z 14 powieści Juliusza Verne’a w 17 tomach.
PTJV współpracuje m.in. z bibliotekami, szkołami, wydawnictwami, czasopismami i portalami internetowymi. Organizuje wystawy i prelekcje poświęcone ojcu literatury fantastycznonaukowej. 
Na świecie istnieje wiele odpowiedników tego towarzystwa, m.in. w:
- Chorwacji (Jules Verne Club Pazin)[4],
- Czechach (Klub Julese Vernea Praha)[5],
- Danii (Det danske Jules Verneselskab)[6][7],
- Francji (Société Jules Verne)[8],
- Hiszpanii (Societat Catalana Jules Verne)[9],
- Holandii (Het Jules Verne Genootschap)[10],
- Japonii (Société japonaise des études verniennes)[11],
- Niemczech (Jules-Verne-Club)[12],
- Stanach Zjednoczonych i Kanadzie (North American Jules Verne Society)[13].